# Eomyops
Eomyops es un género extinto de mamíferos placentarios del orden Rodentia, que vivió durante el Mioceno en Europa. Es un género de rara aparición.